# Bothriomyrmex gallicus
Bothriomyrmex gallicus é uma espécie de inseto do gênero Bothriomyrmex, pertencente à família Formicidae.